# أليكس كروفورد
أليكس كروفورد (بالإنجليزية: Alex Crawford)‏ هي صحفية ومراسلة بريطانية، ولدت في 15 أبريل 1963 في نيجيريا.